# Římskokatolická farnost Boletice
Římskokatolická farnost Boletice je zaniklým územním společenstvím římských katolíků v rámci českokrumlovského vikariátu českobudějovické diecéze. Farnost zanikla na konci roku 2019, od 1. ledna 2020 je jejím právním nástupcem farnost Kájov, která je excurrendo spravovaná z prelatury v Českém Krumlově.

## O farnosti

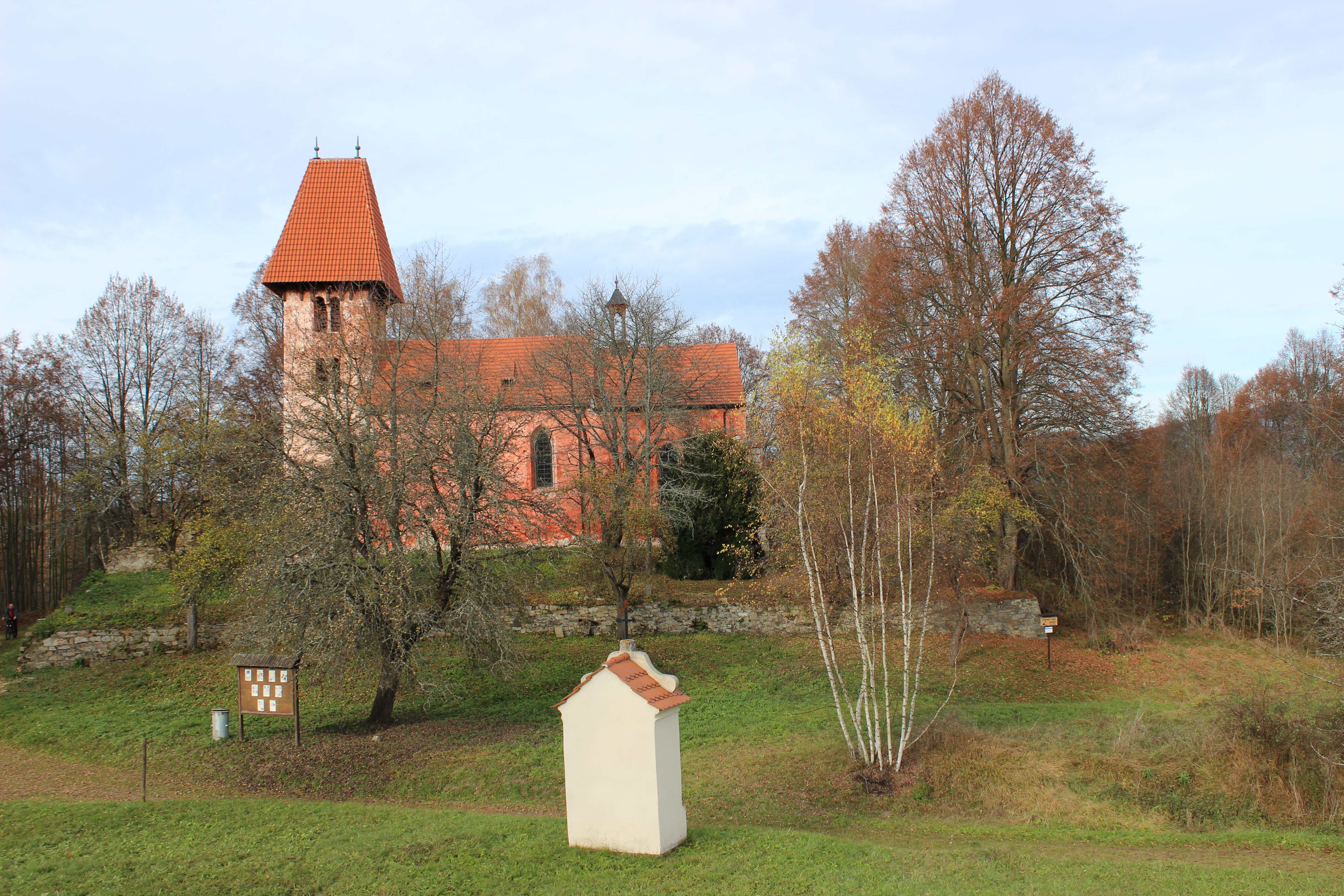
Kostel sv. Mikuláše na vrcholu Olymp

Kostel svatého Mikuláše v Boleticích pochází z konce 12. století, roku 1263 král Přemysl Otakar II. daroval boletické panství nově založenému klášteru zlatokorunskému. Tehdy již zřejmě v místě existovala plebánie, první plebán Jindřich je písemně zmiňován v roce 1293. Roku 1400 byla papežem Bonifácem IX. boletická farnost připojená ke klášteru ve Zlaté Koruně, čímž získali tamní opati podací právo k farnosti, které si udrželi až do zrušení kláštera roku 1785. V rámci rekatolizace byl v roce 1624 na faru dosazen jako administrátor P. Jan Jehle, který spravoval i farnost v Chvalšinách, od roku 1644 byly vedeny matriční knihy, roku 1673 byla postavená fara. Roku 1722 je u fary prvně zmiňovaná škola, v letech 1737–1754, kdy byl farářem P. Raimund Müller, bylo u fary postaveno několik hospodářských budov. Z podrobných inventářů fary i kostela z let 1788, 1797 a 1853 je zřejmé, že již v roce 1797 měla fara i škola vodovod. V letech 1871–1882 byl místním farářem P. František (Franz) Dichtl (* 1. prosince 1828 Kyselov † 22. prosince 1897), tajemník krumlovského vikariátu, který odešel na farnost ve Chvalšinách, po něm zde až do své předčasné smrti působil P. Jakub Tschunko (* 9. července 1841 Dollern † 28. listopad 1888 Boletice).
Posledním místním farářem byl v letech 1908 až 1946 P. Tomáš Geist (* 8. prosince 1873 Malý Ratmírov † 30. listopadu 1958 Český Krumlov, též jako Thomas Geist či Tomáš Gaist). Za jeho působení byl kostel v letech 1913–1914 renovován, roku 1937 elektrifikován, v průběhu obou světových válek byly opakovaně rekvírovány kostelní zvony. Po odsunu posledních německých obyvatel v roce 1946 odešel farář Geist na farnost v Kájově.
Po zřízení vojenského tábora Boletice 17. května 1946 byly do jeho území zahrnuty i Boletice. V roce 1950 přešel kostel do majetku státu, o deset let později byl zrušen místí hřbitov. Roku 1964 byla vandalsky zničená část mobiliáře kostela, zbývající vybavení bylo týž rok převezeno do muzea v Českých Budějovicích a Alšovy jihočeské galerie, o tři roky později byly odvezeny i kostelní lavice do minoritského kláštera v Českém Krumlově. V roce 1970 byla zbořena fara a škola. Kostel pak krátce sloužil jako muniční sklad, jeho nezabezpečený exteriér i interiér byl opakovaně vandalsky poškozován, což trvalo až do prvního desetiletí 21. století, kdy byla v srpnu roku 2008 zahájena první etapa rekonstrukce.
Již v roce 1997 proběhla první neúspěšná žádost obecního úřadu v Chvalšinách o vyčlenění kostela z vojenského újezdu. K tomu došlo až 1. ledna 2016, kdy se kostel i s okolním pozemkem stal majetkem obce Kájov. V kostele se nekonají pravidelné bohoslužby, je využíván pro koncerty vážné hudby či svatební obřady.

## Galerie

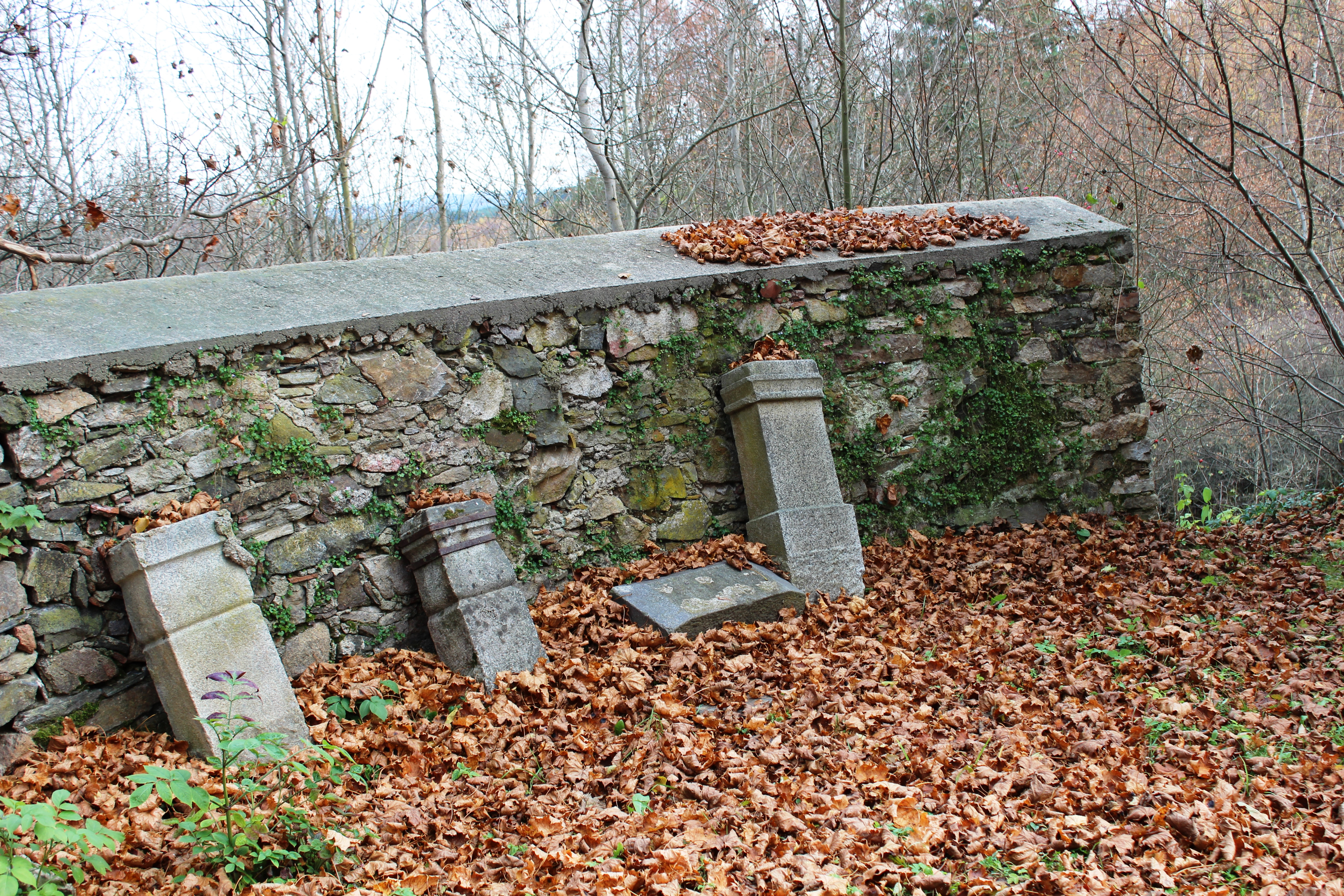
Náhrobníky bývalého hřbitova
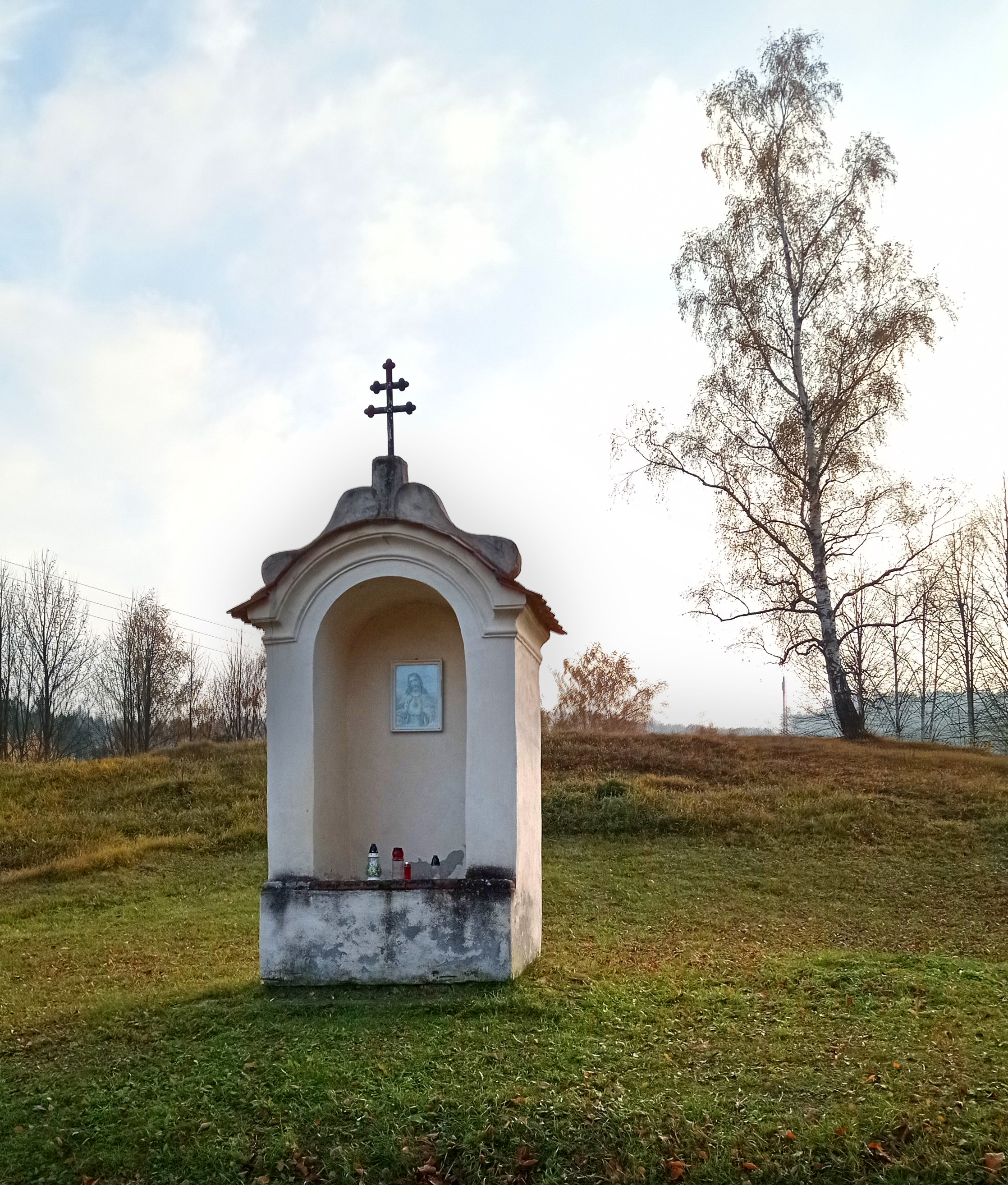
Výklenková kaple u kostela
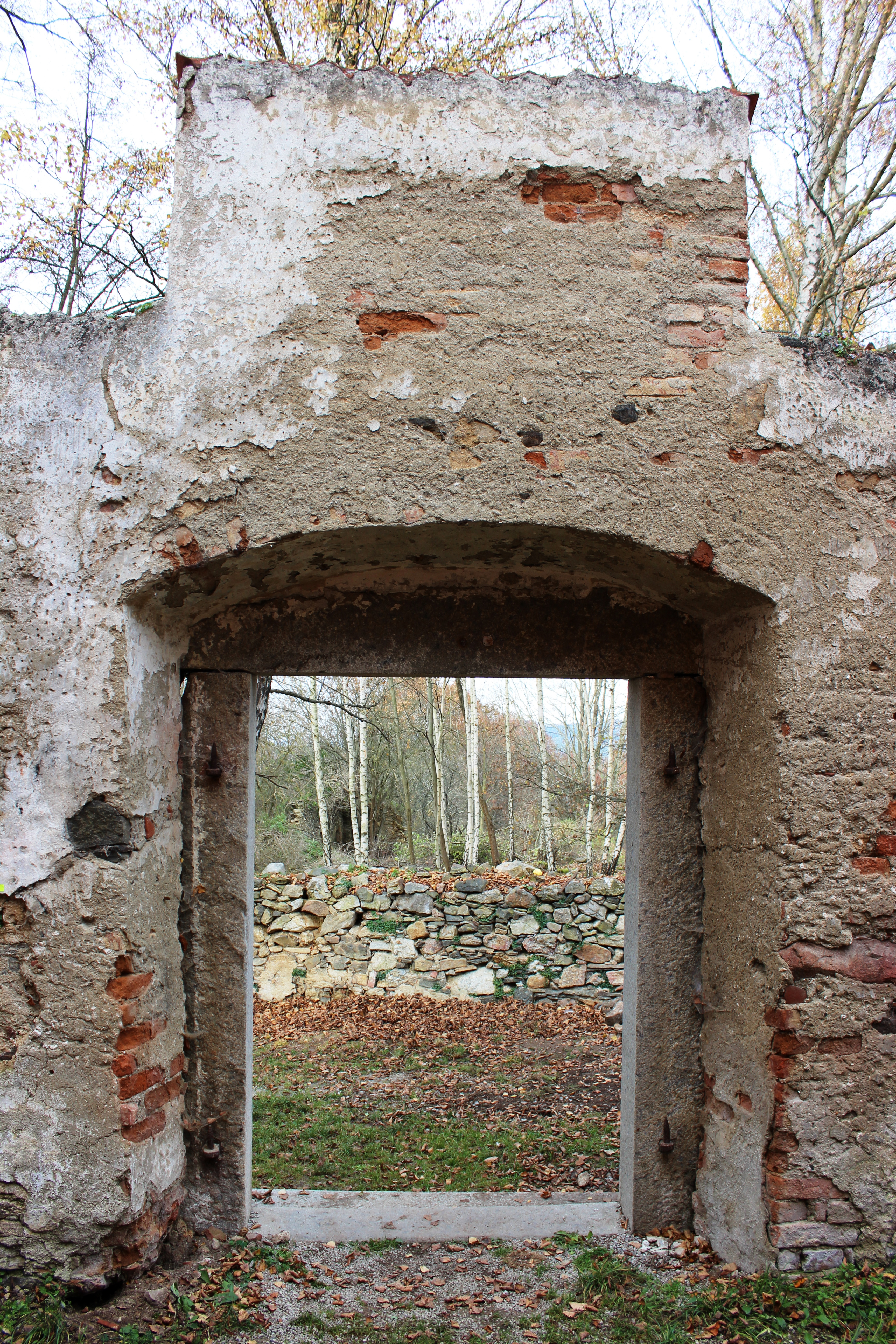
Brána do areálu kostela
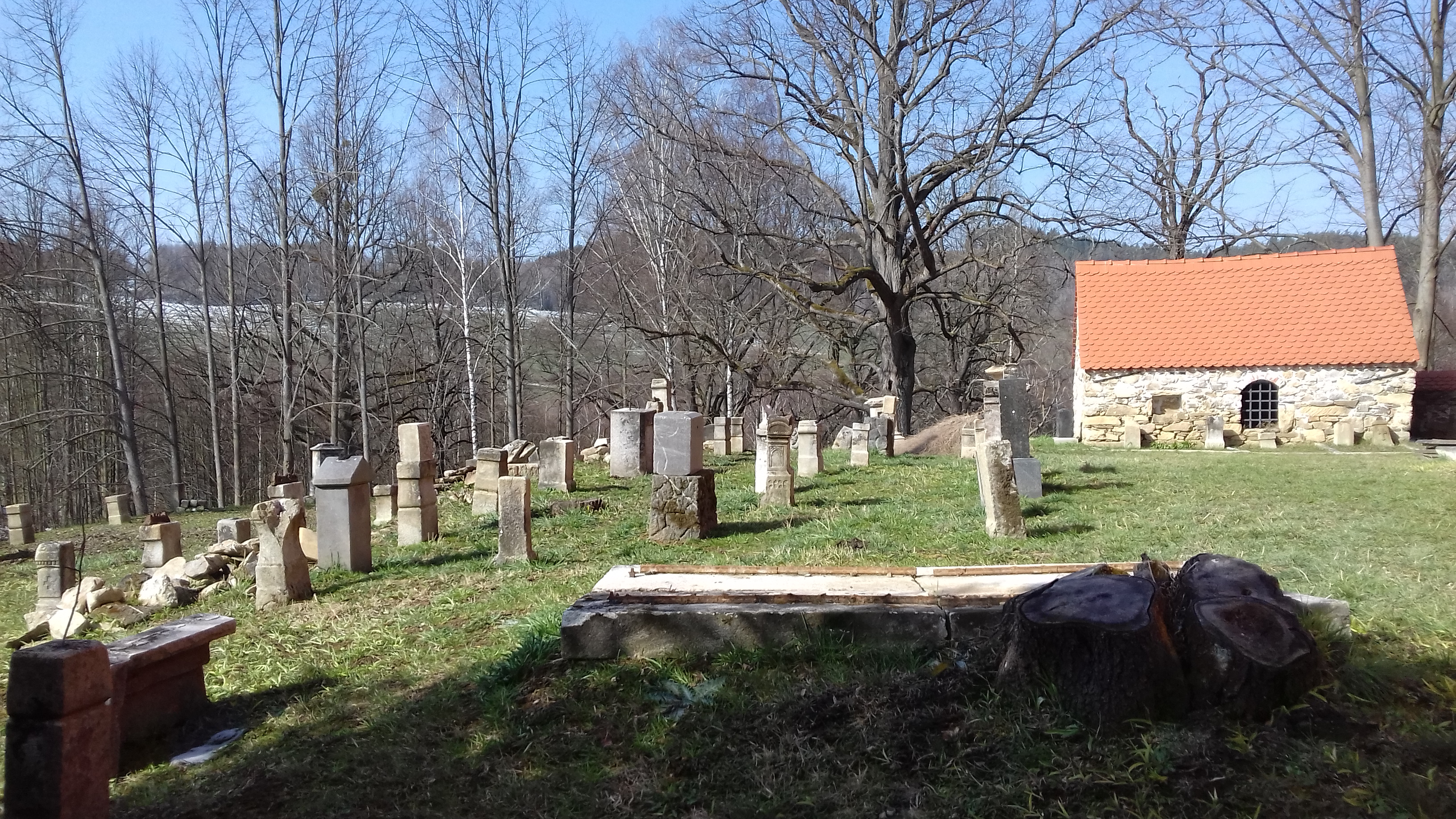
Hřbitov s márnicí